# St. Bonifatius (Calau)

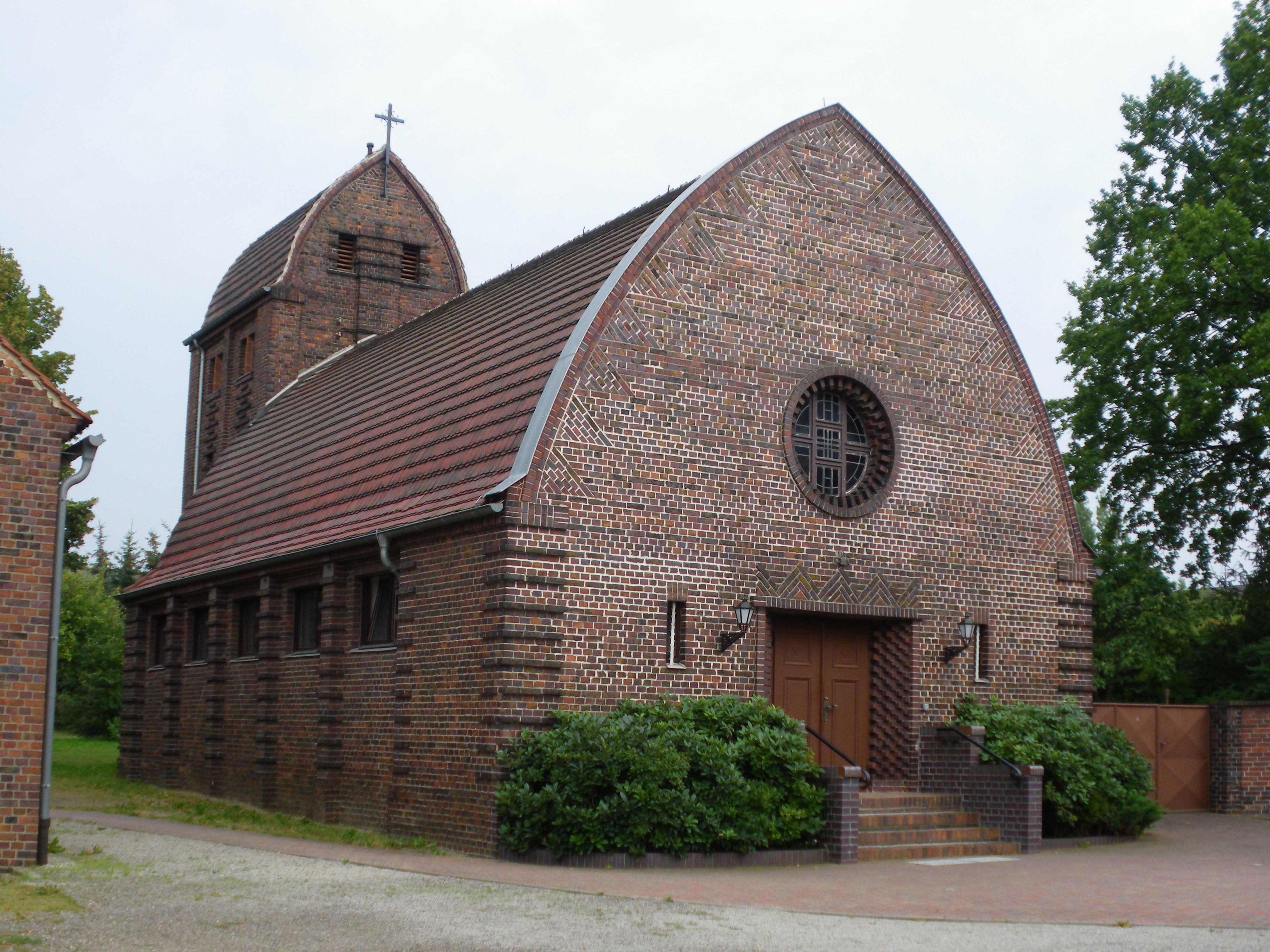
Calau, St. Bonifatius

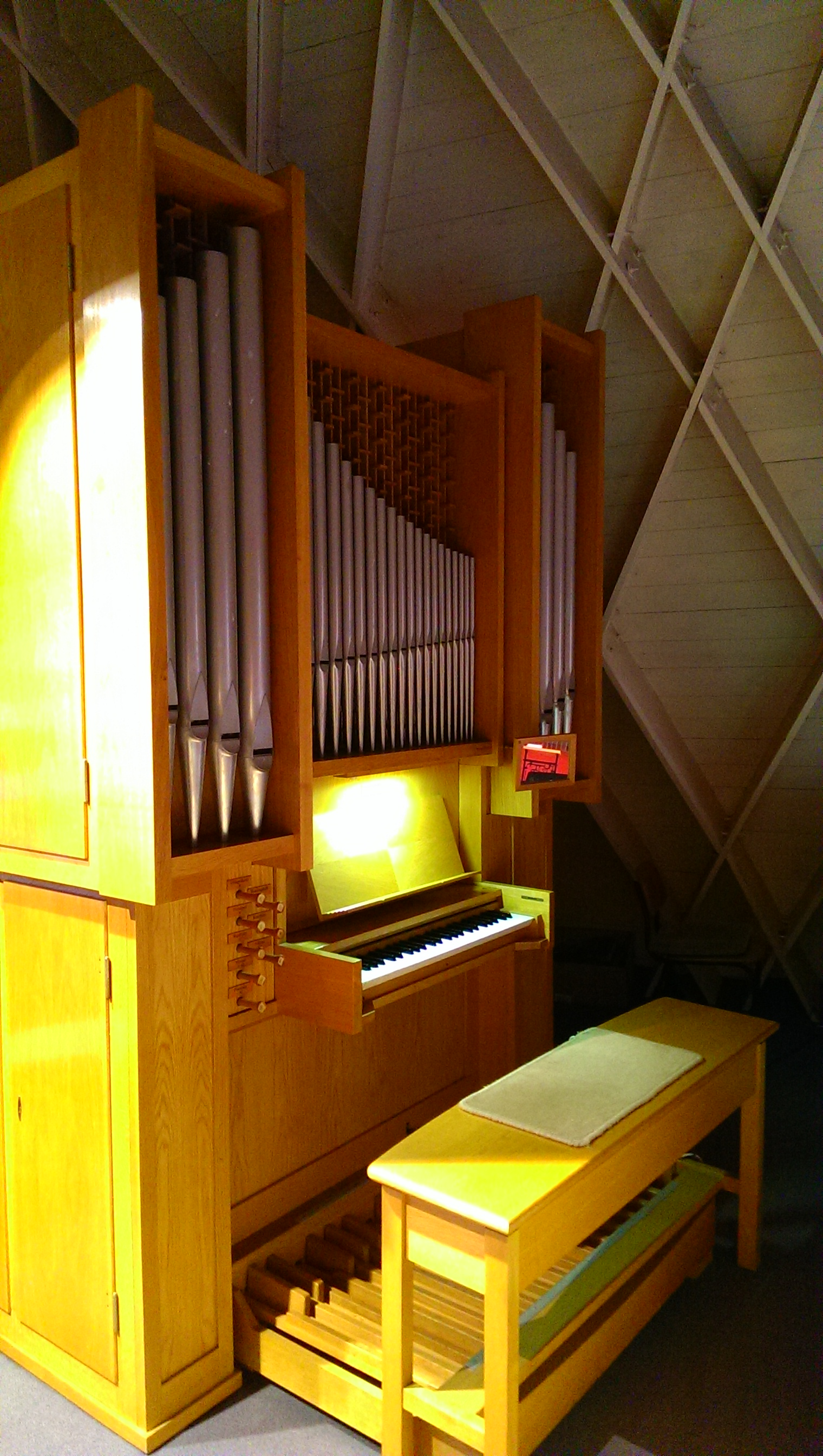
Orgel

Die römisch-katholische Filialkirche St. Bonifatius steht in Calau, einer Kleinstadt im Landkreis Oberspreewald-Lausitz von Brandenburg. Die nach dem heiligen Bonifatius benannte Kirche gehört zur Pfarrei Heilige Familie mit Sitz in Lübbenau im Dekanat Lübben-Senftenberg des Bistums Görlitz.

## Beschreibung
Die Saalkirche aus Klinkermauerwerk wurde 1930 nach Plänen von Hubert Schmid aus Cottbus gebaut und am 21. September 1930 eingeweiht. Sie besteht aus einem Langhaus und einem Kirchturm auf quadratischem Grundriss in seinem Süden, beide mit gewölbten Dächern. 
Im Innenraum des Langhauses ist die rautenförmige Dachkonstruktion sichtbar. Im Kirchturm hängen seit 1960 wieder zwei Kirchenglocken, die alten waren dem Zweiten Weltkrieg zum Opfer gefallen.

## Orgel
Die Orgel mit acht Registern, einem Manual und Pedal wurde 1990 von der Firma Orgelbau Sauer als Opus 2237 gebaut. Die Disposition lautet:
| I Manual C–g3 |               |               |
| 1.            | Holzgedackt   | 8′            |
| 2.            | Weidenpfeife  | 8′            |
| 3.            | Principal     | 4′ (Prospekt) |
| 4.            | Rohrflöte     | 4′            |
| 5.            | Waldflöte     | 2′            |
| 6.            | Sifflöte      | 1 ⁄3′         |
| 7.            | Mixtur III–IV |               |

| Pedal C–f1 |        |     |
| 8.         | Pommer | 16′ |

- Koppeln: I/P
- Traktur: mechanische Schleifladen